# Calvatia
Calvatia là một chi nấm có quả thể hình cầu bao gồm loài nấm lớn như C. gigantea. Trước đây chi này đã được phân loại vào bộ nay đã lỗi thời Lycoperdales, sau khi chuyển dịch cơ cấu phân loại nấm mang lại phát sinh loài phân tử, đã được chia;  Calvatia spp đang được đặt trong họ Agaricaceae của bộ nấm Agaricales.
Phần lớn các loài trong chi Calvatia ăn được khi chúng còn non, dù vài loài nên tránh ăn như Calvatia fumosa, có mùi rất hăng.
Tên "Calvatia" xuất phát từ Latin calvus có nghĩa là" "hói" và calvaria, có nghĩa là "vòm sọ".

## Phân loại
Calvatia được phân loại bởi nhà nghiên cứu nấm Thụy Điển Elias Magnus Fries vào năm 1849. Fries bao gồm một loài duy nhất trong chi, Calvatia craniiformis, ban đầu mô tả với danh pháp Bovista craniiformis bởi Lewis David de Schweinitz vào năm 1832.

## Các loài
Tính đến thời điểm tháng 2 năm 2015, Index Fungorum đã liệt kê 58 loài thuộc chi Calvatia.

- C. agaricoides Dissing & M. Lange 1962

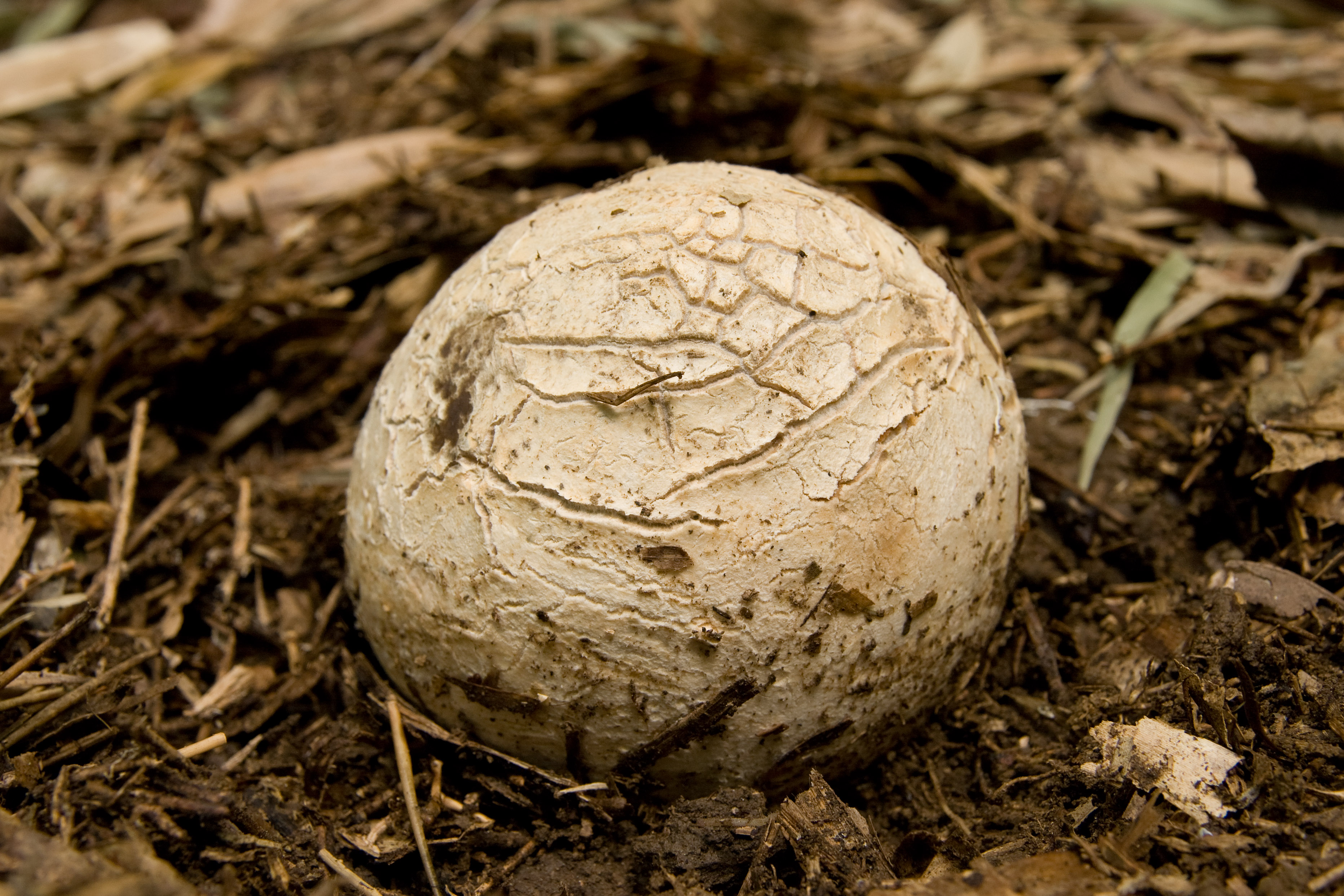
Calvatia nipponica

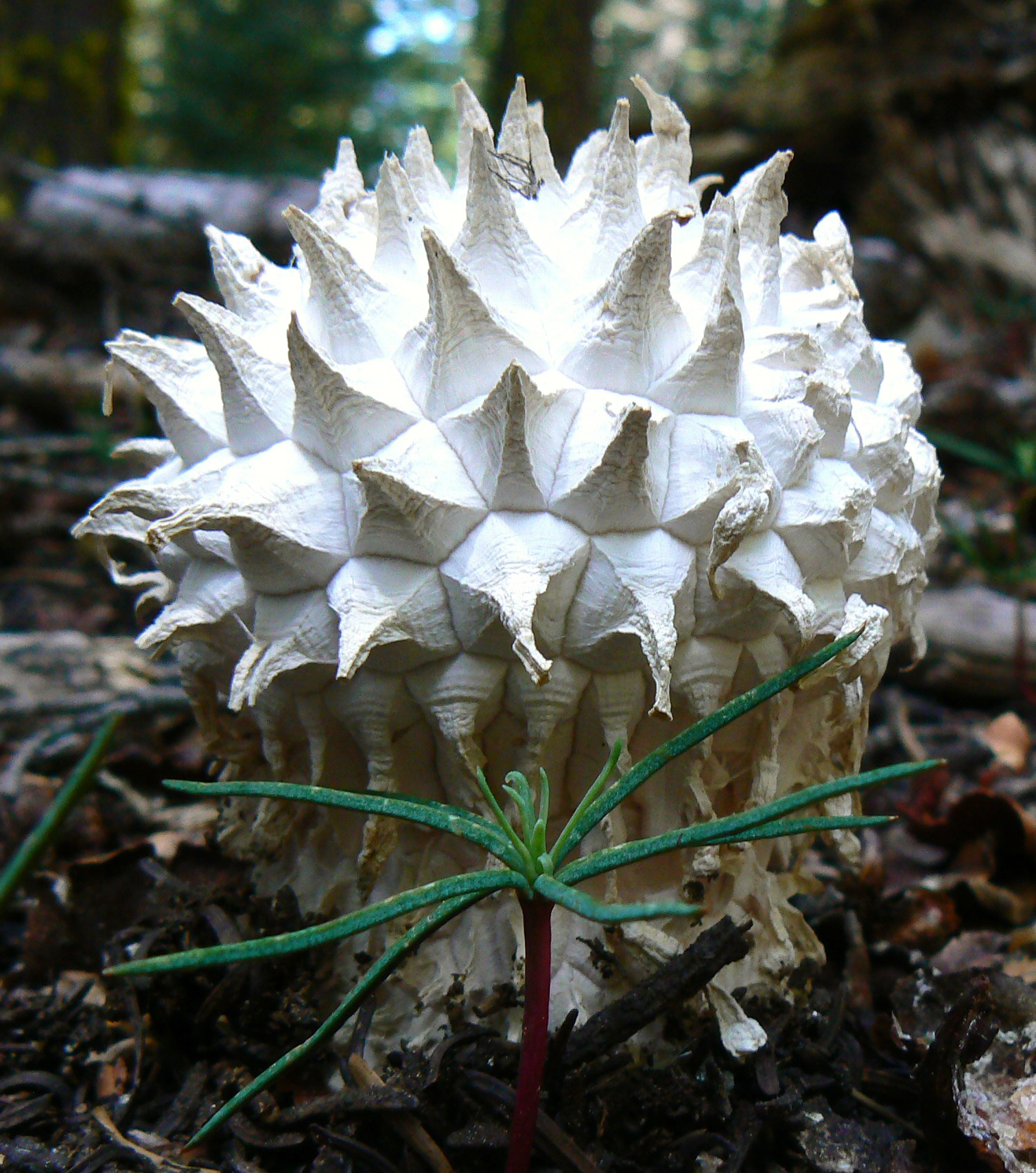
Calvatia sculpta

- C. ahmadii Khalid & S.H. Iqbal 2004 – Pakistan[7]
- C. aniodina Pat. 1912 – Africa[8]
- C. arctica Ferd. & Winge 1910 – Greenland[9]
- C. argentea (Berk.) Kreisel 1992
- C. bellii (Peck) M. Lange 1990
- C. bicolor (Lév.) Kreisel 1992
- C. boninensis S.Ito & S.Imai 1939 – Bonin Islands, Japan[10]
- C. booniana A.H.Sm. 1964
- C. borealis T.C.E.Fr. 1914 – Europe[11]
- C. candida (Rostk.) Hollós 1902
- C. capensis (Lloyd) J.C.Coetzee, Eicker & A.E.van Wyk 2003
- C. connivens M.Lange 1990 – Greenland[12]
- C. cretacea (Berk.) Lloyd 1917
- C. craniiformis (Schwein.) Fr. ex De Toni 1888
- C. crucibulum (Mont.) Kreisel 1992
- C. cyathiformis (Bosc) Morgan 1890
- C. flava (Massee) Kreisel 1992
- C. friabilis (G.Moreno, Altés, C.Ochoa & J.E.Wright) G.Moreno, Altés & C.Ochoa 2006
- C. fulvida Sosin 1952
- C. fusca (G.Cunn.) Grgur. 1997
- C. gardneri (Berk.) Lloyd 1904
- C. gigantea (Batsch) Lloyd 1904
- C. guzmanii C.R.Alves & Cortez 2012[13]
- C. holothurioides Rebriev 2013
- C. horrida M.Lange 1990 – Svalbard, Norway[12]
- C. incerta Bottomley 1948
- C. kakavu (Zipp.) Overeem 1927
- C. lacerata A.H.Sm. 1964
- C. lachnoderma Pat. 1907
- C. lilacina (Mont. & Berk.) Henn. 1904
- C. lloydii Zeller & Coker 1947
- C. lycoperdoides Kościelny & Wojt. 1935
- C. macrogemmae Lloyd 1923
- C. nipponica Kawam. ex Kasuya & Katum. 2008
- C. nodulata Alfredo & Baseia 2014 – Brazil[14]
- C. oblongispora V.L.Suárez, J.E.Wright & Calonge 2009 – Brazil[15]
- C. occidentalis Lloyd 1915
- C. ochrogleba Zeller 1947
- C. olba Grgur. 1997 – New South Wales, Australia
- C. olivacea (Cooke & Massee) Lloyd 1905
- C. owyheensis A.H.Sm. 1964
- C. pachydermica (Speg.) Kreisel 1992
- C. pallida A.H.Sm. 1964
- C. paradoxa A.H.Sm. 1964
- C. polygonia A.H.Sm. 1964
- C. primitiva Lloyd 1904
- C. pseudolilacina (Speg.) Speg. 1919
- C. pygmaea (R.E.Fr.) Kreisel, G.Moreno, C.Ochoa & Altés 1998
- C. pyriformis (Lév.) Kreisel 1992
- C. rosacea Kreisel 1989 – Ecuador[16]
- C. rubrotincta Zeller 1947
- C. rugosa (Berk. & M.A. Curtis) D.A. Reid 1977
- C. sculpta (Harkn.) Lloyd 1904
- C. septentrionalis M.Lange 1990 – Greenland[12]
- C. sporocristata Calonge 2003 – Costa Rica[17]
- C. subtomentosa Dissing & M.Lange 1962
- C. tropicalis (Speg.) Speg. 1919
- C. turneri (Ellis & Everh.) Demoulin & M.Lange 1990
- C. utriformis (Bull.) Jaap 1918
- C. vinosa Kasuya & Retn. 2006 – Indonesia[18]
- C. violascens (Cooke & Massee) R.T.Baker 1907

## Hình ảnh

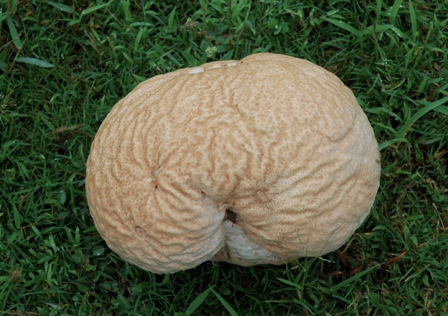
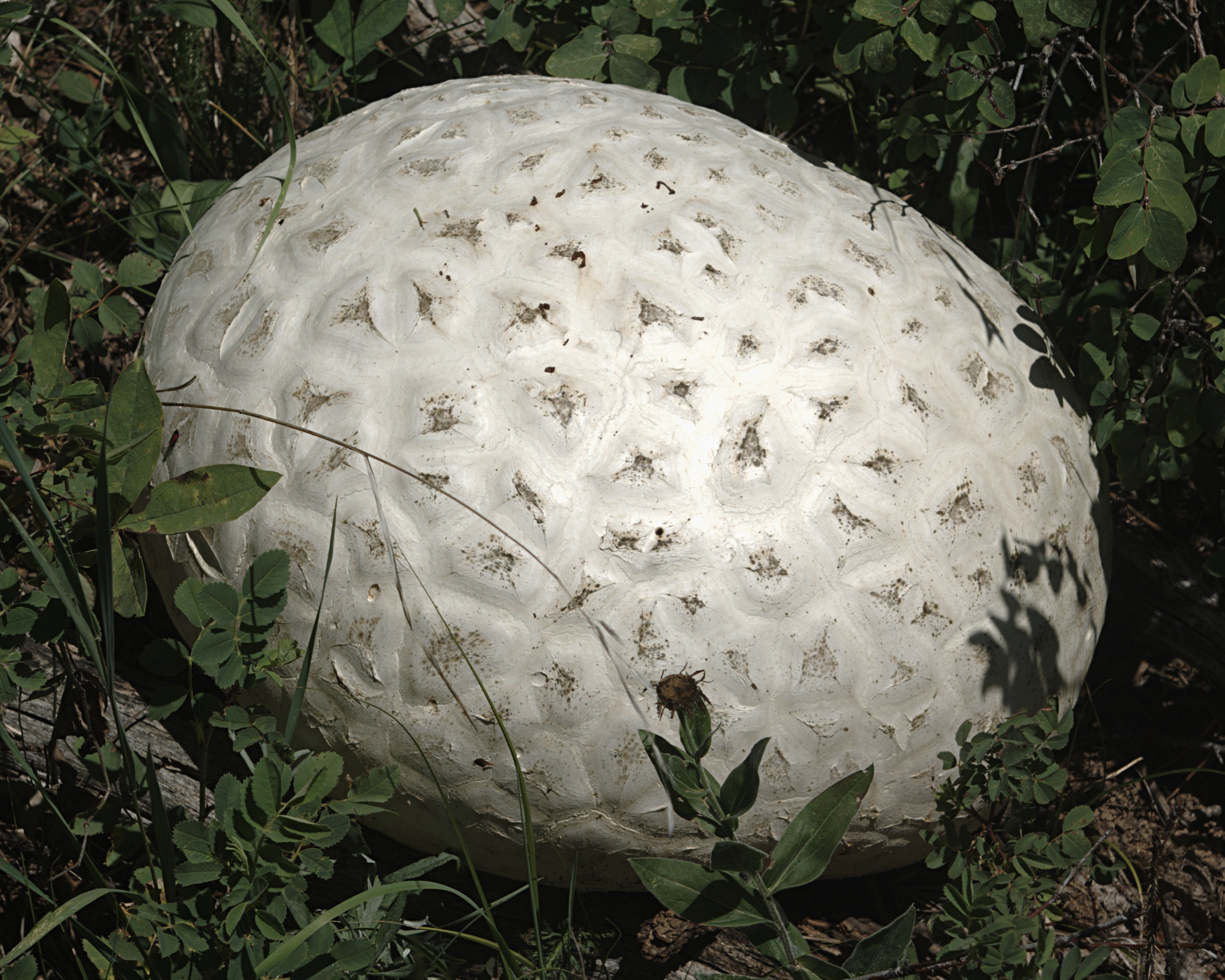
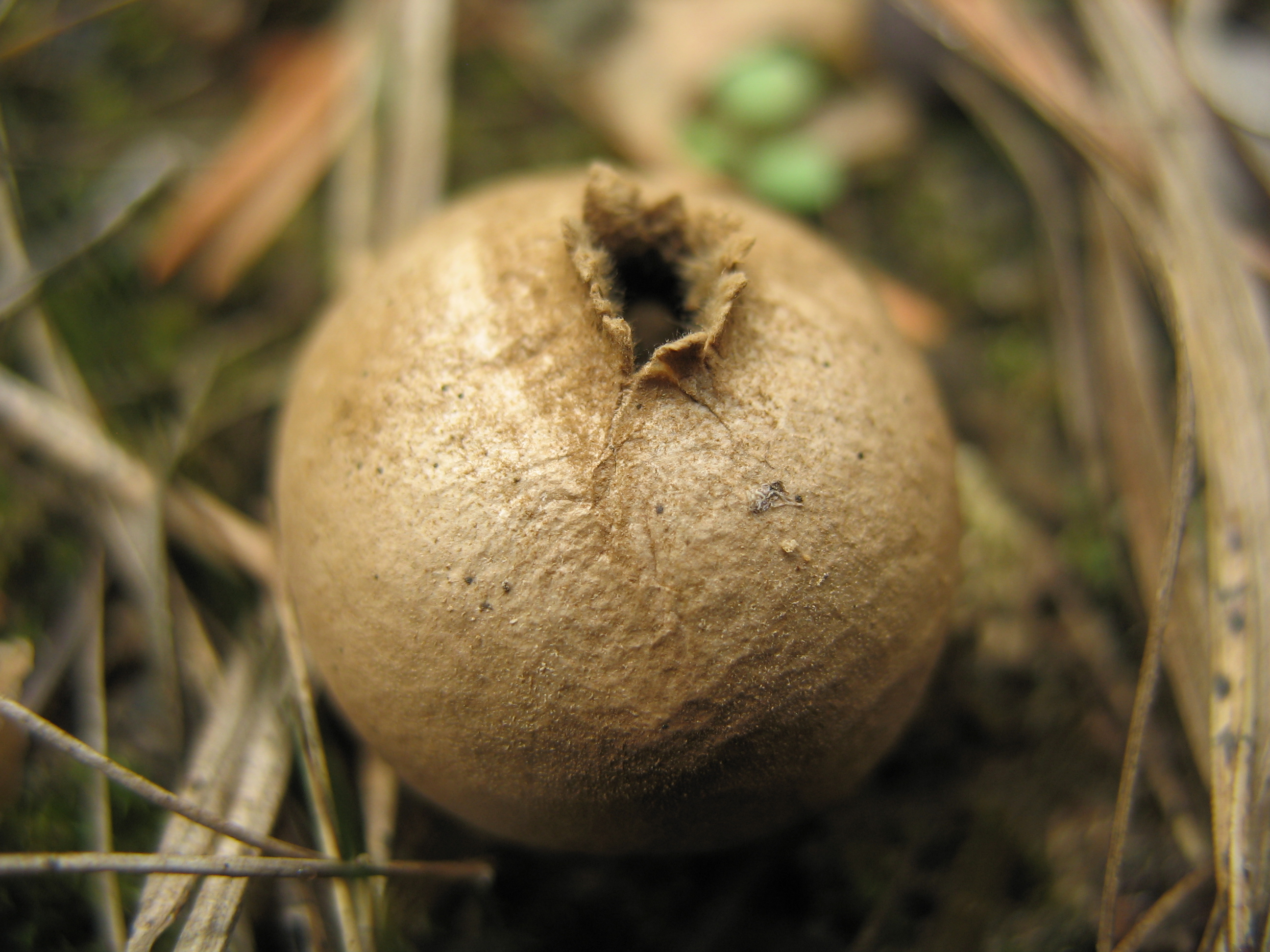
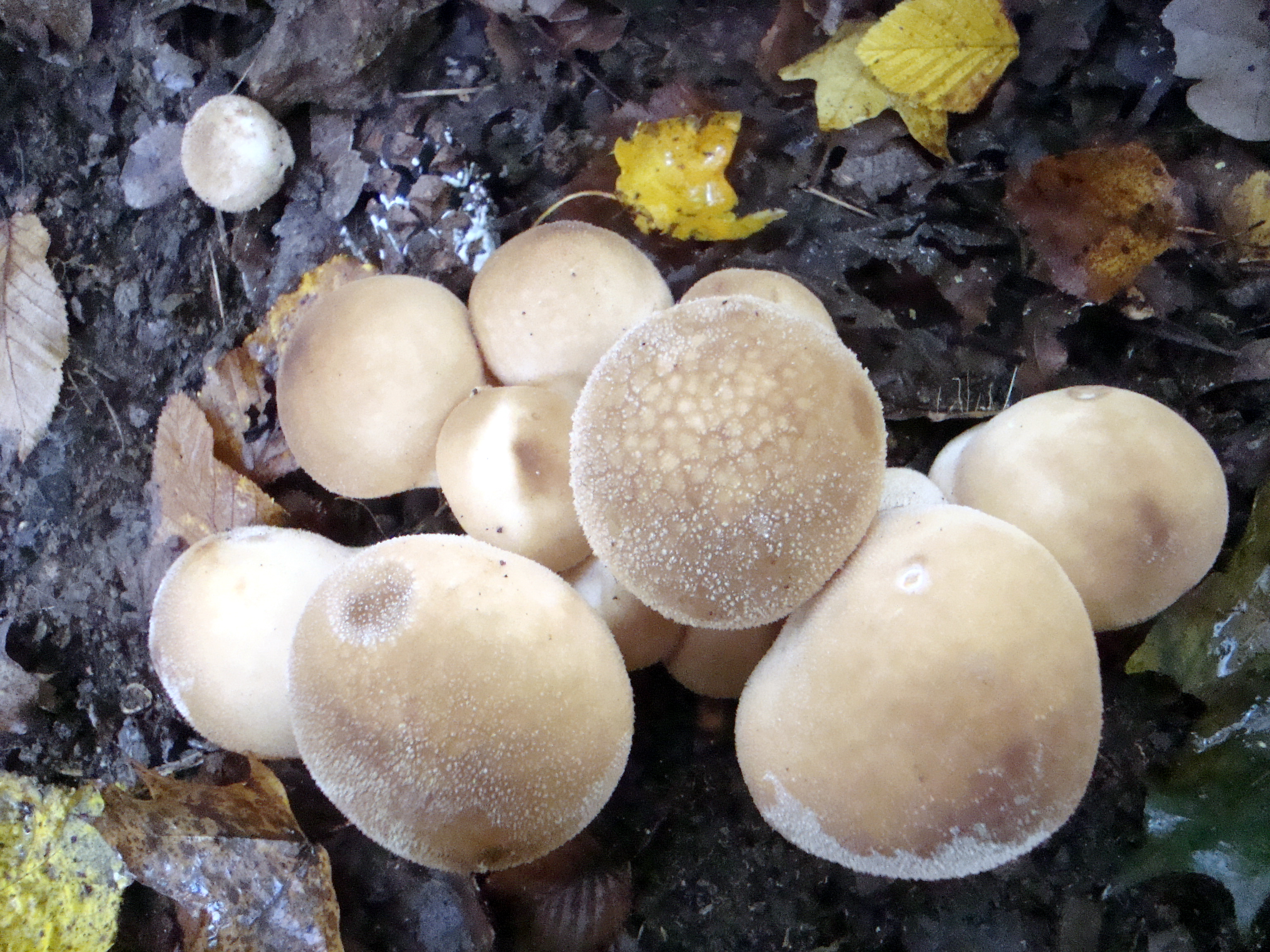